# Kristoffer Jobs
Kristoffer Jobs, född 30 januari 1983 i Gävle, är en svensk före detta professionell ishockeyspelare (forward). Hans moderklubb är IK Sätra.